# Berner Sport Club Young Boys Frauen 2015-2016
Questa voce raccoglie le informazioni riguardanti lo Berner Sport Club Young Boys Frauen nelle competizioni ufficiali della stagione 2015-2016.

## Rosa
Rosa alla fine della stagione 2015-2016.
| N. |                     | Ruolo | Calciatrice        |
| -- | ------------------- | ----- | ------------------ |
|    | Svizzera (bandiera) | P     | Audrey Corminboeuf |
|    | Svizzera (bandiera) | P     | Jennifer Oehrli    |
|    | Svizzera (bandiera) | P     | Dana Scherrer      |
|    | Svizzera (bandiera) | D     | Alessandra Abbühl  |
|    | Svizzera (bandiera) | D     | Janine Burla       |
|    | Svizzera (bandiera) | D     | Francesca Càlo     |
|    | Svizzera (bandiera) | D     | Carola Fasel       |
|    | Svizzera (bandiera) | D     | Noemi Gillmann     |
|    | Svizzera (bandiera) | D     | Charlotte Mayland  |
|    | Svizzera (bandiera) | C     | Bahtie Avdyli      |
|    | Svizzera (bandiera) | C     | Stephanie Erne     |

| N. |                     | Ruolo | Calciatrice       |
| -- | ------------------- | ----- | ----------------- |
|    | Svizzera (bandiera) | C     | Michelle Heule    |
|    | Svizzera (bandiera) | C     | Céline Imhof      |
|    | Svizzera (bandiera) | C     | Florijana Ismaili |
|    | Svizzera (bandiera) | C     | Sarina Schenkel   |
|    | Svizzera (bandiera) | C     | Shenia Schmid     |
|    | Svizzera (bandiera) | C     | Marilena Widmer   |
|    | Svizzera (bandiera) | C     | Yela Ziswiler     |
|    | Svizzera (bandiera) | A     | Viola Calligaris  |
|    | Svizzera (bandiera) | A     | Michelle Probst   |
|    | Svizzera (bandiera) | A     | Sabrina Ribeaud   |
|    | Svizzera (bandiera) | A     | Aline Stöckli     |